# Stiftsgården i Skellefteå
Stiftsgården i Skellefteå är en stiftsgård i Skellefteå landsförsamling. Den är belägen i närheten av Skellefteå landsförsamlings kyrka.
Huvudbyggnaden uppfördes i början av 1800-talet i samband med att Nils Ström fick en tjänst som kyrkoherde i Skellefteå socken. Till största del bekostades byggandet av Ström själv vilket höll på att leda hans dödsbo i konkurs. 
Fram till 1964 beboddes gården av Skellefteå landsförsamlings kyrkoherde, med undantag för 1809 då ryske generalen Schuvaloff tog gården i besittning samt några år under andra världskriget då svenska officerare etablerade en förläggning på gården. 
Sedan byggnaden uppfördes har den renoverats ett flertal gånger. Den används sedan 1964 för kurser och konferenser. Anläggningen drivs av Stiftelsen Luleå stifts stiftsgård.

## Historia

### Nils Ström
Byggnaden uppfördes efter att Nils Ström tillträdde som kyrkoherde år 1800. Det dåvarande kyrkoherdebostället var då i dåligt  skick och man enades därför om att låta bygga en ny prästgård. Byggnadsmaterial  skulle bekostas av Skellefteå socken medan Ström skulle bekosta resten. Totalt avsattes 2 000 riksdaler och lite byggnadsmaterial från socknen. Pengarna räckte dock inte långt för att bekosta den nya byggnaden som utgjordes av en herrgård med 14 rum.  
Arkitekturen var inspirerad av Säbrå biskopsgård utanför Härnösand, varifrån Ströms maka härstammade. Till huvudbyggnaden hörde två flyglar, en ladugård för 34 kor samt ett flertal uthus. År 1809 blev Skellefteå anfallet av ryssarna och hela familjen Ström flydde. Till en början tog en svensk truppstyrka gården i besittning och den användes då som högkvarter. Efter slaget vid Lejonströmsbron tog dock den ryske generalen Schuvaloff gården i besittning. Gården klarade sig undan ryssarnas vanliga avskedshälsning, att byggnaderna sattes i brand. Därefter återvände familjen Ström till gården. 
På reformationsjubelfestdagen trängde sig fyra av läsarrörelsens ledargestalter in på gården och tumult utbröt. Läget kunde lugnas först efter en ny förkunnelse i kyrkan och besök av medlare i form av en kunglig kommission med justitierådet Joshua Sylwander i spetsen.
Ström avled 1830 och i samband med bouppteckningen upptäcktes att den nya bostaden blev för dyr för kyrkoherden. Dödsboet var konkursmässigt.

### Nils Nordlander

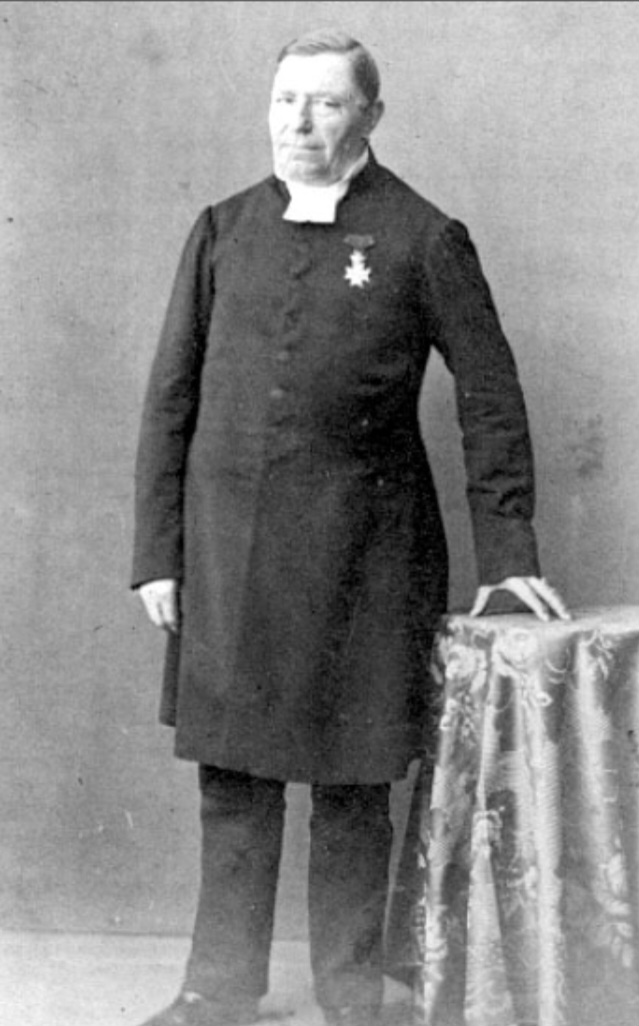
Nils Nordlander.

Skellefteås första folkvalda kyrkoherde Nils Nordlander flyttade in på gården när han anlände till Skellefteå 1834. Han ömmade särskilt för fattigvård och gården användes därför under nödåren 1867–1868 för att koka stora grytor soppa åt de svältande.

### Simon Brandell

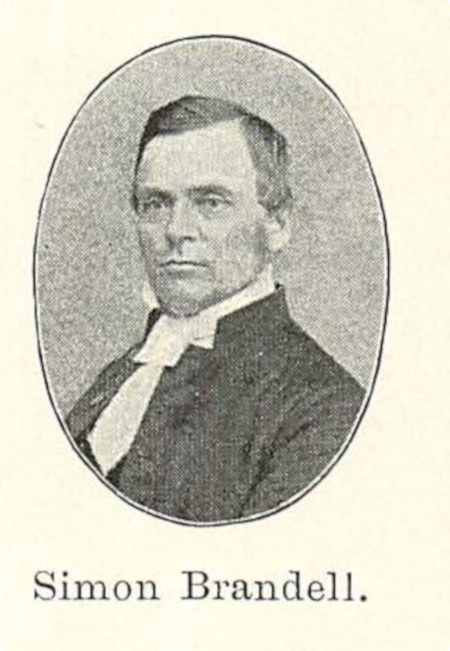
Simon Brandell.

År 1875 anlände en ny kyrkoherde, Simon Brandell och gården blev "centrum för en väckelse som kraftfullt drar fram genom bygden". Tre år senare grundade han Skellefteå missionsförening och gården besöktes därefter av "färgstarka predikanter och stora skaror människor". När Brandells tredje hustru, Anna Huss, flyttade in 1879 medtog hon gårdens första badkar.

### Gustaf Höijer
Efter att Brandell avlidit efter en svår förkylning 1895 ersattes han av Gustaf Höijer från Piteå. Han flyttade in på gården 1897 men avled 1898.

### Carl Theodor Åberg
Carl Theodor Åberg tillträdde som kyrkoherde 1900. Han var gift med Anna Margareta Senell. Året därpå brann pästgårdens östra flygel vilket bland annat ledde till att kyrkoarkivet skadades svårt. I samband med detta gick rykten om att det var Åbergs son som slagit ner en brinnande fotogenlampa under ett slagsmål med en kamrat. Efter branden uppfördes en ny flygelbyggnad och prästgården renoverades. Bland annat sattes då nya moderna kakelugnar in. Byggnaden fick då också centralvärme och rinnande vatten.
Både Åberg och dennes maka avled 1922.

### Kristian August Fellström
Kyrkoherden Kristian August Fellström flyttade in i kyrkoherdebostaden när han tillträdde 1923.
År 1940 upprättade svenska officerare en  förläggning på gården. Det uppfördes militärtält och man avvaktade utvecklingen i Norge under andra världskriget. När kriget var över 1945 användes byggnaden som kriscentrum för nord-finska flyktingar som sökt sig till Skellefteå. Tre år senare användes en av flygelbyggnaderna som frukostmatsal för Brännanskolans elever. 
Makarna Fellström flyttade från gården 1952 då en ny kyrkoherde tillträdde.

### Axel Boström
År 1952 flyttade den nya kyrkoherden Axel Boström in i kyrkoherdebostaden. I samband med detta påbörjades en stor renovering av byggnaden. Detta innebar bland annat att salongen flyttades till husets nedre plan. Familjen Boström flyttade 1964 till komministergården som uppförts intill Klockarbergsvägen.

### Luleå stifts stiftsgård
De kvarvarande byggnaderna blev 1964 kursgård då de övertogs av Stiftelsen Luleå stifts stiftsgård. Året dessförinnan hade både huvudbyggnaden och de båda flyglarna renoverats och anpassats för att kunna användas som konferensanläggning. År 1977 lät stiftelsen uppföra en separat kursgård med 15 rum och en föreläsningssal. Senare renoverades redskapsboden och 1993 gjordes en tillbyggnad. Dessutom anlades en ny trädgård. Ett kapell invigdes 1997. 
Pehrkällaren invigdes 2006 och 2011 invigdes Öfre salongen. År 2012 invigdes Annavåningen i samarbete med Museum Anna Nordlander. Anna Nordlander var dotter till den tidigare kyrkoherden Nils Nordlander och växte upp på gården. Året därpå uppfördes Fröken Huss Spa & relax som namngetts efter Simon Brandells tredje hustru .

## Föreståndare
- Lester Wikström 1964–1971[4]
- Folke Sjöberg 1971–1972[4]
- Göran Nilsson 1972–1975[4]
- Owe Wikström 1975–1980[4]
- Lennart Lindgren 1980[4]–2008[6][7]
- Maria Broman 2009[7]–2014[8]
- Helena Eriksson[9] 2022–